# 中国铁道科学研究院
中国铁道科学研究院集團有限公司，简称铁科院，位于北京市海淀区大柳树2号，是中国国家铁路集团有限公司全資附屬的大型科技企业。

## 沿革
中华人民共和国成立后不久，1949年11月，中央人民政府铁道部即决定筹建铁道科研机构。1950年3月1日，铁道部铁道技术研究所在唐山成立，唐振绪任所长。同年9月，更名为铁道部铁道研究所，领导机构迁北京，中央人民政府政务院任命茅以升为研究所所长。1956年5月，该所更名铁道部铁道科学研究院。1975年1月更名铁道部科学研究院。
建所（院）初期，所长（院长）茅以升提出“一切为科研，科研为运输”的办所（院）方针。该所（院）迅速投入到中国铁路网的恢复运营和中华人民共和国初期的新线建设，编制并参与实施了中华人民共和国铁路科技发展规划。1960年代，该院响应中共中央“向科学进军”的号召，加强科研能力建设，拓展铁路科研领域，开展西南三线建设等技术攻关。
文革期间，该院完成了援坦赞铁路、核爆炸、导弹试验等科技攻关及试验任务。
中共十一届三中全会后，该院围绕“以科研为中心，加强科研管理，建立科研工作正常秩序”的工作方针，很快建立了科研工作正常秩序，使科研工作获得恢复和发展。1980年代中期，该院开始科技体制改革。通过领导体制和经营机制的改革，调动了科技人员的积极性。1980年代，该院完成了以大秦铁路、衡广复线为代表的中国铁路急需的重大科研攻关任务；1990年代，该院完成了全路客票计算机发售与预订系统、京沪高速铁路总体技术和关键技术、京九铁路建设配套工程等重大科研攻关任务。
2001年2月，铁道部科学研究院更名中国铁道科学研究院。根据国家科研机构管理体制改革的要求，该院按照铁道部“一年改企，两年建制，三年规范”的总体要求，推进管理改革，建立了现代企业管理制度和运行机制，实现了从事业单位体制向企业体制的转变。
2000年代，该院确立了“行业服务为立院之本，成果转化为兴院之策”的建院方针，围绕中国铁路提速、重载、高速、客运专线、高原铁路等重点领域开展原始创新、集成创新、引进消化吸收再创新，在时速250公里既有线提速技术、两万吨重载运输技术，及高速动车组牵引、制动、网络控制系统，客运专线无砟轨道系统、运营调度系统，400公里/小时高速综合检测列车等领域取得了一批先进科研成果，完成了京沪高速铁路、武广高速铁路、郑西高速铁路等中国所有已开通高速铁路及客运专线的联调联试工作。该院还申报建设了高速铁路系统试验国家工程实验室、高速铁路轨道技术国家重点实验室、动车组和机车牵引与制动国家重点实验室、国家铁路智能运输系统工程中心、国家城市轨道交通试验线等6个国家级创新平台，建成了永丰、昌平、怀柔和通信信号4个科技创新基地，并成为第一批国家专业技术人员继续教育培训基地，形成了“创新、勤奋、严谨、和谐”的发展氛围。2010年，该院经营收入位居中国服务业企业500强第208位。
2017年11月13日，中国铁道科学研究院、中国铁路网络有限公司、中铁银通支付有限公司在铁科会堂召开干部大会，对铁科院实施公司制改革，对网络公司、银通公司股权依法依规进行调整。中国铁路总公司人事部（党组组织部）副主任吴望根宣布了总公司和总公司党组关于铁科院领导干部任免的决定：任命周黎为铁科院党委委员、书记，铁科院改制后的公司董事、董事长、党委委员、书记；免去施卫忠铁科院党委书记、委员职务，另有任用；任命叶阳升为铁科院改制后的公司董事、副董事长、党委委员、副书记，中国铁路网络有限公司董事、董事长；推荐叶阳升为铁科院改制后的公司总经理人选；任命罗晴为铁科院党委委员、副院长，铁科院改制后的公司党委委员，中国铁路网络有限公司副董事长；推荐罗晴为铁科院改制后的公司副总经理人选，中铁银通支付有限公司董事、董事长人选；任命牛道安、马芳为铁科院党委委员、副院长，铁科院改制后的公司党委委员；推荐牛道安、马芳为铁科院改制后的公司副总经理人选。目前，鐵科院在公司化後，名稱大致不變，僅加上「集團有限公司」字樣。

## 机构设置

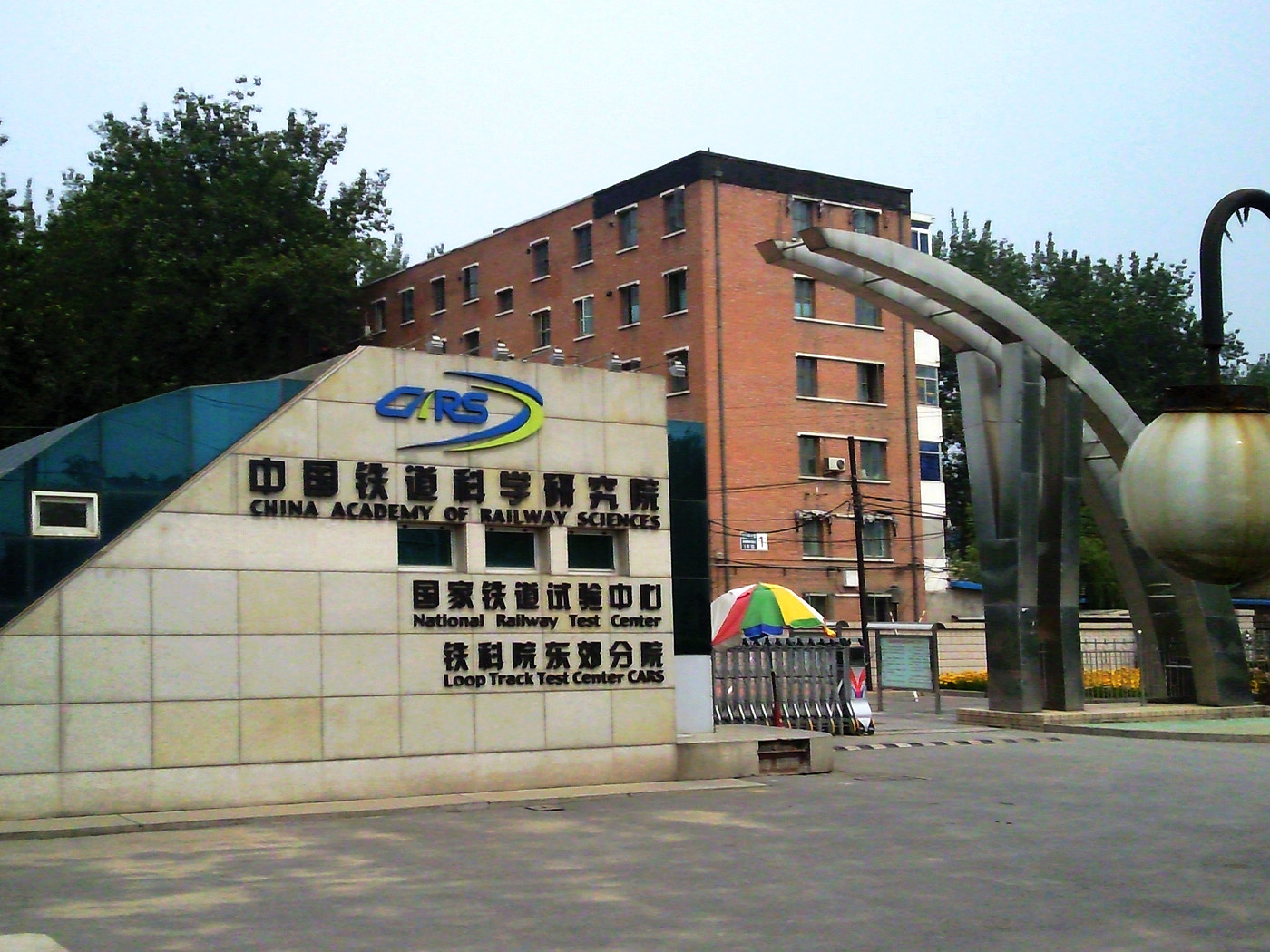
中国铁道科学研究院集團有限公司中国国家铁道试验中心

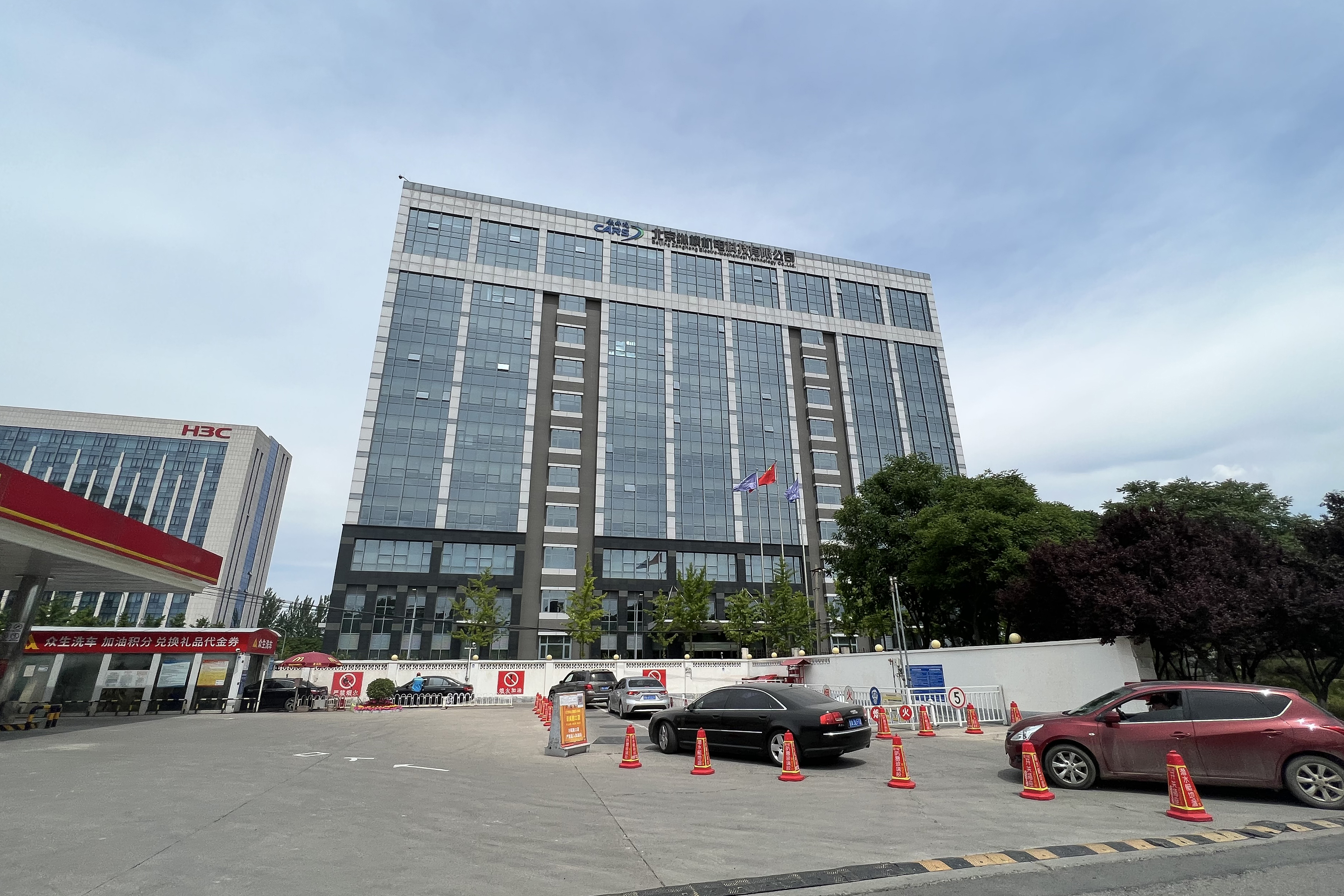
铁科院子公司纵横机电

- 运输及经济研究所
- 通信信号研究所
- 中国铁道博物馆
- 机车车辆研究所
- 北京纵横机电科技有限公司
- 天津纵西牵引电机有限公司
- 电子计算技术研究所
- 基础设施检测中心
- 环控劳卫研究所
- 国家铁道试验中心（东郊分院）
- 科学技术信息研究所
- 铁路产品质量监督检验中心
- 铁道建筑研究所
- 金属及化学研究所
- 北京铁科嘉苑饭店
- 北京科苑宾馆
- 工程咨询有限公司
- 铁道科学技术研究发展中心

## 历任领导
铁道部铁道技术研究所
| 所长 - 唐振绪（1950年3月—9月，兼任） | 党支部书记 - 石磊（1950年3月—9月） |

铁道部铁道研究所
| 所长 - 茅以升（1950年9月—1956年5月） | 党支部书记 - 石磊（1950年9月—1953年1月） - 李泮明（1953年1月—1956年6月） |

铁道部铁道科学研究院
| 院长 - 茅以升（1956年5月—1975年1月） | 党支部书记 - 郎涛南（1956年6月—1956年11月） 分党组书记 - 岳志坚（1956年11月—1958年10月） 党委书记 - 岳志坚（1958年10月—1964年4月） - 布克（1965年8月—1975年4月） |

铁道部科学研究院
| 院长 - 茅以升（1975年1月—1983年9月） - 程庆国（1983年9月—1990年10月） - 伊熙祖（1990年10月—1996年1月） - 傅志寰（1996年1月—2001年2月，兼任） - 鞠家星（1995年11月—2000年1月，副院长主持工作） - 聂阿新（2000年1月—2001年2月，副院长主持工作） | 党委书记 - 布克（1975年4月—1978年5月） - 苏华（1978年5月—1983年9月） - 李新民（1983年9月—1990年10月） - 蓝务帛（1991年11月—1996年8月） - 鞠家星（1996年12月—1998年9月） - 任少军（1998年9月—2001年2月） |

中国铁道科学研究院
| 院长 - 聂阿新（2001年2月—2003年5月） - 陈国芳（2003年5月—2005年8月） - 耿志修（2005年8月—10月，兼任） - 康维韬（2005年10月—2012年12月） - 安路生（2013年1月—4月） - 王同军（2013年5月—2017年5月） - 叶阳升（2017年5月—2018年3月） | 党委书记 - 任少军（2001年2月—2003年5月） - 陈春阳（2003年5月—2007年1月） - 李文新（2007年1月—2009年9月） - 王君历（2009年9月—2015年11月） - 施卫忠（2016年1月—2017年11月） - 周黎（2017年11月—2018年3月） |

中國铁道科学研究院集团有限公司
| 党委书记、董事长 - 周黎（2018年3月—2020年12月） - 叶阳升（2020年12月—2022年3月） - 蒋辉（2022年3月—） | 总经理 - 叶阳升（2018年3月—2020年12月） - 齐延辉（2020年12月—2022年11月） - 李学峰（2023年6月—） |